# Вишки, Эржебет
Эржебет Вишки (венг. Viski Erzsébet; 22 февраля 1980, Вац) — венгерская гребчиха-байдарочница, выступала за сборную Венгрии в конце 1990-х — середине 2000-х годов. Серебряная призёрша летних Олимпийских игр в Сиднее и Афинах, десятикратная чемпионка мира, шестикратная чемпионка Европы, победительница многих регат национального и международного значения.

## Биография
Эржебет Вишки родилась 22 февраля 1980 года в городе Ваце медье Пешт. Активно заниматься греблей начала с раннего детства, проходила подготовку в столичном спортивном клубе Tiszaújváros Vízisport Egyesület.
Первого серьёзного успеха на взрослом международном уровне добилась в 1998 году, когда попала в основной состав венгерской национальной сборной и побывала на домашнем чемпионате мира в Сегеде, откуда привезла награду золотого достоинства, выигранную в зачёте четырёхместных байдарок на дистанции 200 метров. Год спустя на мировом первенстве в Милане победила в четвёрках на двухстах и пятистах метрах. Будучи в числе лидеров гребной команды Венгрии, благополучно прошла квалификацию на Олимпийские игры 2000 в Сиднее — в итоге стала здесь серебряной призёршей в четвёрках на пятистах метрах, уступив в решающем заезде лишь сборной Германии — при этом её партнёршами были Рита Кёбан, Каталин Ковач и Сильвия Сабо.
В 2001 году на чемпионате мира в польской Познани Вишки одержала победу во всех трёх четырёхместных дисциплинах, в которых принимала участие, на двухстах, пятистах и тысяче метрах, и кроме того взяла бронзу в двойках на двухстах метрах. В следующем сезоне на мировом первенстве в испанской Севилье дважды поднималась на пьедестал почёта, в том числе получила золото в четвёрках на пятистах метрах и бронзу в четвёрках на тысяче метрах. Ещё через год на аналогичных соревнованиях в американском Гейнсвилле добавила в послужной список две золотые медали, полученные полукилометровой и километровой гонках байдарок-четвёрок.
Благодаря череде удачных выступлений удостоилась права защищать честь страны на летних Олимпийских играх 2004 года в Афинах — в составе четырёхместного экипажа, куда также вошли гребчихи Каталин Ковач, Сильвия Сабо и Кинга Бота, завоевала на дистанции 500 метров серебряную медаль, проиграв на финише только экипажу из Германии.
После афинской Олимпиады Эржебет Вишки ещё в течение некоторого времени оставалась в основном составе гребной команды Венгрии и продолжала принимать участие в крупнейших международных регатах. Так, в 2005 году она выступила на чемпионате мира в Загребе, где в одиночках взяла бронзу на пятистах метрах и золото в четвёрках на тысяче метрах, став таким образом десятикратной чемпионкой мира. Вскоре по окончании этих соревнований приняла решение завершить карьеру профессиональной спортсменки, уступив место в сборной молодым венгерским гребчихам.